# Czystość (chrześcijaństwo)
Uzasadnienie: Oba artykuły w praktyce opisują czystość w znaczeniu chrześcijańskim + brak interwiki
Czystość (łac. castitas) – w chrześcijaństwie cnota uzdalniająca przeżywanie małżeństwa i dziewictwa w sposób moralnie piękny, zgodny z ich wartością etyczną.

## Kościół katolicki
Jest ona tradycyjnie uznawana za jeden z konkretnych przejawów cnoty umiarkowania. W języku potocznym bywa utożsamiana z abstynencją seksualną, co jest błędne, gdyż abstynencja jest jednym z warunków czystości przedmałżeńskiej, lecz w przypadku małżonków warunki są zupełnie inne. Również sprowadzenie czystości przedmałżeńskiej jedynie do powstrzymywania się od stosunków seksualnych jest uważane za wypaczone rozumienie tego pojęcia.

### Istotne elementy
Istotą cnoty czystości jest zdolność do zachowania porządku moralnego w miłości, dzięki postawie czci wobec świętości, która obecna jest w sakramencie małżeństwa oraz w życiu w dziewictwie poświęconym Chrystusowi. Cześć ta ma naturę religijną, duchową. Jest ona możliwa wyłącznie dzięki wierze, będącej darem łaski Chrystusa. Pisał o tym święty Augustyn z Hippony:

Gdy zatem ludzie niemający wiary, zachowując się tak, że wydaje się to odnosić do czystości małżeńskiej, szukają ludzkich względów dla siebie lub dla kogoś innego, albo unikają ludzkich utrapień w tych rzeczach, których występnie pożądają, albo służą demonom – nie powstrzymują oni grzechów, lecz jedne grzechy innymi zwyciężają. W żadnym wypadku nie można nazwać prawdziwie czystym tego, kto nie ze względu na Boga prawdziwego dochowuje wierności żonie.

Mimo wysokiej oceny małżeństwa chrześcijańskiego postawa czci w cnocie czystości uznaje życie dziewicze w bezżenności dla królestwa (por. Mt 19,12) jako jeszcze wyższe i szlachetniejsze. Potwierdził to Jan Paweł II w adhortacji Familiaris Consortio, 16:

Czyniąc w specjalny sposób wolnym serce człowieka (por. 1 Kor 7, 32-35) tak, aby zapalić je bardziej miłością do Boga i do wszystkich ludzi, dziewictwo świadczy o tym, że Królestwo Boże i jego sprawiedliwość są ową cenną perłą pożądaną nad wszelkie, nawet największe wartości, której człowiek winien szukać jako jedynej wartości ostatecznej. Dlatego też Kościół w ciągu swych dziejów zawsze bronił wyższości tego charyzmatu w stosunku do charyzmatu małżeństwa, z uwagi na jego szczególne powiązanie z Królestwem Bożym.

Ze względu na to ukierunkowanie cnoty czystości ku dziewictwu dla królestwa, mimo iż odnosi się ona także do pożycia małżeńskiego, słowo czystość nieraz bywa używane jako nazwa życia w celibacie.

### św. Tomasz z Akwinu
Tomasz z Akwinu uznawał czystość za konkretną formę realizacji cnoty kardynalnej umiarkowania, która jest zdolnością do postawy upodobania w tym, co piękne. Umiarkowanie bowiem cechuje pewna powściągliwa i właściwa proporcja, będąca podstawową cechą piękna. Tomasz rozróżniał dwa rodzaje cnoty czystości, odpowiednio do dwóch obszarów, w których się przejawia: pudicitia i castitas. 
- Pudititia - cnota ta wprowadza porządek miłości w pocałunkach, dotykach, pieszczotach. Słowo to oznacza skromność, niewinność, nieskazitelność, pewną wstydliwość i wywodzi się od (łac.) pudor – które znaczy wstydliwość, poczucie honoru, skromność[1].
- Castitas -  dotyczy samego pożycia małżeńskiego. Znaczeniowo bliskie jest słowu (łac.) castigare – karcić, dyscyplinować. Kojarzy się zatem z pewną samodyscypliną, karnością. Według Tomasza wprowadza ona umiar w małżeńskie pożycie seksualne, podporządkowując je rozumnemu pięknu i kierownictwu woli:

Pojęcie czystości (castitas) wywodzi się z tego, że pożądliwość trzymana jest przez rozum w karności (castigatur), powstrzymuje się ją bowiem na podobieństwo małego chłopca. (...) Do czystości należy, aby osoba posługiwała się członkami ciała z umiarem, zgodnie z sądem rozumu i decyzją woli

### św. Jan Paweł II
Według świętego Jana Pawła II podstawowym wymiarem cnoty czystości jest życie według Ducha Świętego(por. Ga 5,16–17). Źródło czystości, zgodnie ze słowami Chrystusa, znajduje się w sercu człowieka (Mt 15,11). Tam bowiem istnieje napięcie, między „ciałem” a „duchem”, o którym pisze apostoł Paweł:

Ci bowiem, którzy żyją według ciała, dążą do tego czego chce ciało, ci zaś, którzy żyją według Ducha - do tego, czego chce Duch. (Rz 8, 5)

Napięcie to jest wynikiem układu sił, jaki wytworzył się w człowieku wraz z grzechem pierworodnym, w wyniku którego niższy poziom doświadczenia (...) elementy fizyczne i psychiczne człowieka wewnątrz niego przeciwstawiają się „duchowi” i łatwo biorą nad nim górę. To napięcie jest właściwie identyczne z „trojaką pożądliwością”, o której mówi list Jana (por. 1J 2, 14–17. Uznanie tego napięcia w sercu człowieka jest wyrazem wiary w antropologiczny i etyczny realizm zbawczej łaski Chrystusa. Pawłowe ujęcie czystości, będące autentyczną interpretacją Kazania na górze, wiąże ją z miłością, w której wypełnia się całe Prawo Boże. Czystość jest więc opanowaniem i przezwyciężeniem pożądliwej namiętności czyli sprawnością wstrzemięźliwości, ale jednocześnie jest umiejętnością utrzymywania swego ciała w czci. Jest to jej aspekt pozytywny, czyli nie jedynie sprawność moralna, lecz także przejaw życia według Ducha Świętego, owoc Ducha (por. Ga 5,22). Jest to więc konkretny przejaw uczynienia ciała ludzkiego świątynią Ducha Świętego, co może być rozumiane jako przyjęcie daru, którego źródłem jest rzeczywistość odkupienia ciała przez Chrystusa. Czystość jest ściśle powiązana z mądrością, zgodnie z Księgą Syracha 51,20: Skierowałem ku mądrości swoją duszę i znalazłem ja dzięki czystości.

### Grzechy przeciwko cnocie czystości
Chrześcijańska teologia moralna uznaje grzechy przeciwne czystości za grzechy ciężkie. Ocena ta zbudowana jest na autorytecie Pisma Świętego, który nie zostawia co do tego wątpliwości. Apostoł Paweł pisał o tym m.in. w 1 Kor 6,9n; Ef 5,5; Ga 5,19; Kol 3,5. List do Koryntian wśród grzechów będących przeszkodą do wejścia do Królestwa niebieskiego wskazuje na grzechy przeciwne czystości w pierwszej kolejności:

Czyż nie wiecie, że niesprawiedliwi nie posiądą królestwa Bożego? Nie łudźcie się! Ani rozpustnicy, ani bałwochwalcy, ani cudzołożnicy, ani rozwięźli, ani mężczyźni współżyjący z sobą, ani złodzieje, ani chciwi, ani pijacy, ani oszczercy, ani zdziercy nie odziedziczą królestwa Bożego (1 Kor 6,9–10).

Większość teologów moralnych jest zgodna, że w odniesieniu do grzechów seksualnych nie ma tzw. „małej materii” /(łac.) parvitas materiae/. Każdy czyn dokonany w wolności woli, który jest zaspokojeniem pożądliwości seksualnej poza uporządkowaną moralnie miłością małżeńską, ma kwalifikację grzechu ciężkiego. Stopień zła moralnego grzechów wewnętrznych, tzn. myśli dotyczących sfery seksualnej, jest mierzony stosownie do wielkości uświadomionego niebezpieczeństwa naruszenia czystości, które stwarzają.

#### Grzechy nieczystości
Wśród wymienianych czynów niszczących cnotę czystości wymienia się:
- nierząd, czyli współżycie bez sakramentu małżeństwa przez osoby stanu wolnego
- cudzołóstwo, czyli zdrada małżeńska
- gwałt
- kazirodztwo
- świętokradztwo – zarówno grzechy popełniane przez osoby konsekrowane Bogu, jak i wykorzystywanie funkcji sakramentalnych, np. spowiedzi do namawiania do grzechów nieczystych
- czyny przeciw naturze, w tym czyny samotne, zwane masturbacją lub ipsacją – od łacińskiego słowa ipse, sam[20].

#### Grzechy nieskromności
Przeciwko czystości można wystąpić także grzechem nieskromności: poprzez spojrzenia, dotyki, rozmowy (czaty), lekturę.

### Nerwice kompulsywne a cnota czystości
Zachowania będące w sprzeczności z porządkiem miłości, którego strzeże cnota czystości, mogą być spowodowane nie złą postawą woli z powodu jej wad moralnych, lecz zaburzeniami nerwicowymi. Teologia moralna wspierana jest tu ekspertyzą psychiatrii. Różne formy nerwicy powodującej kompulsje seksualne, tzw. przymus seksualny, zostały opisane przez psychiatrów katolickich Conrada W. Baarsa i Annę A. Terruwe. Nerwice te dzielą się na dwie grupy: nerwice represji i nerwice deprywacyjne. Stan nerwicowy powoduje brak zdolności woli do kierowania własnymi reakcjami seksualnymi zgodnie z cnotą czystości, jednak z powodu ograniczenia wolności woli czyny te, jako kompulsywne, nie mają kwalifikacji grzechu.

## Świadkowie Jehowy
Świadkowie Jehowy uważają, że pojęcie czystości dotyczy czystości fizycznej, umysłowej, moralnej i duchowej (rozumianej jako niedopuszczenie do łączenia nauk biblijnych z innymi, sprzecznymi z Biblią poglądami i praktykami).
Chcą zachowywać czystość, dlatego wystrzegają się m.in.: wszystkich niedozwolonych stosunków płciowych poza obrębem małżeństwa zawartego zgodnie z Biblią (cudzołóstwa, rozpusty). Kategorycznie wystrzegają się mieszkania pod jednym dachem z osobą niebędącą jeszcze partnerem małżeńskim; wystrzegają się życia w konkubinacie, a przedmałżeńskie kontakty seksualne uznają za grzech rozpusty.
Uważają, że chcąc być czystym pod względem moralnym należy unikać też niemoralnych rozmów, pornografii, masturbacji.
Wystrzegają się również innych nieczystości: pijaństwa – samo umiarkowane spożywanie napojów alkoholowych jednak nie jest zakazane, palenia i zażywania tytoniu, zażywania narkotyków i innych środków odurzających, wulgaryzmu oraz jakichkolwiek form okultyzmu (m.in. wróżbiarstwa, spirytyzmu, przesądów, horoskopów, astrologii czy magii) (1 P 1:16; Rz 12:2; 2 Kor 7:1; Pwt 18:9–13; 1 Kor 10:21, 22; Gal 5:20, 21). Przywiązują wagę do schludnego wyglądu – ubioru i fryzury (1 Tm 2:9, 10; 1 Kor 10:31). Unikają rozrywki związanej z przemocą, niemoralnością czy okultyzmem.
Uważają, że wtedy są moralnie czyści, kiedy ich myśli, słowa i czyny są czyste w oczach Jehowy Boga, który w Biblii nakazuje unikać wszelkiego rodzaju nieczystości seksualnej oraz niemoralności. W przypadku, gdy jakiś Świadek Jehowy popełni jakiś poważny grzech, a pomimo pomocy nie okaże szczerej skruchy i żalu za swoje złe postępowanie, wtedy tzw. komitet starszych złożony ze starszych zboru, może go usunąć ze zboru. Ponieważ dalsze nieczyste, niemoralne postępowanie miałoby zły wpływ na inne osoby w zborze. Istnieje możliwość powrotu, jeśli zmieni swoje postępowanie (do czasu powrotu będzie traktowany jak osoba wykluczona, co oznacza unikanie z nim wszelkich kontaktów).